# (367) Амицития
(367) Амицития (лат. Amicitia) — небольшой астероид главного пояса, который был открыт 14 июля 1893 года французским астрономом Огюстом Шарлуа в обсерватории Ниццы и назван латинским словом Amicitia, что переводится как «дружба».